# أليكس مالاري
أليكس مالاري (بالإنجليزية: Alex Mallari)‏ مواليد 26 مارس 1987 في لونغ بيتش، هو لاعب كرة سلة فلبيني. بدأ مسيرته الاحترافية في سنة 2012. يلعب في الرابطة الفلبينية لكرة السلة. يحمل الرقم 11. يبلغ طوله 6 قدم 4 بوصة (1.9 م). لعب مع سان ميغيل بيرمن وستار هوتشوتز.